# Saint-Pierre-du-Val
Saint-Pierre-du-Val là một xã của tỉnh Eure, thuộc vùng Normandie, miền bắc nước Pháp.